# Барбінг
Барбінг (нім. Barbing) — громада в Німеччині, розташована в землі Баварія. Підпорядковується адміністративному округу Верхній Пфальц. Входить до складу району Регенсбург.
Площа — 30,51 км2. Населення становить 5572 ос. (станом на 31 грудня 2020).

## Географії

### Адміністративний поділ
Громада  складається з 11 районів:
- Альтах
- Аубург
- Аугоф
- Барбінг
- Ельтгайм
- Фрісгайм
- Ількофен
- Мосгоф
- Насенгарт
- Зархінг
- Унтерайзінг